# Bundesautobahn 54
De Bundesautobahn 54 (kortweg A54) was een geplande Duitse autosnelweg die van de Duits-Nederlandse grens bij Brunssum naar Plettenberg in het Sauerland zou gaan lopen.
Twee kleine gedeelten van het oorspronkelijke plan zijn daadwerkelijk aangelegd, een klein gedeelte ten zuiden van Langenfeld dat tegenwoordig als A542 genummerd is en een stukje in Solingen, dat tegenwoordig als Landstraße 141n genummerd is. Later bestond er nog een plan om de L141n en de A542 met elkaar te verbinden, maar ook dit plan is gestrand.
In Solingen is de planning gedeeltelijk uitgevoerd, en is een 6,8 kilometer lange expresweg gerealiseerd. Deze weg heeft verder geen verbinding met andere Duitse autosnelwegen.